# Placówka Straży Granicznej I linii „Gołaszyn”
Placówka Straży Granicznej I linii „Gołaszyn” – jednostka organizacyjna Straży Granicznej pełniąca służbę ochronną na granicy polsko-niemieckiej w okresie międzywojennym.

## Formowanie i zmiany organizacyjne
Rozporządzeniem Prezydenta Rzeczypospolitej Polskiej Ignacego Mościckiego z 22 marca 1928 roku, do ochrony północnej, zachodniej i południowej granicy państwa, a w szczególności do ich ochrony celnej, powoływano z dniem 2 kwietnia 1928 roku  Straż Graniczną.
Rozkazem nr 3 z 25 kwietnia 1928 roku w sprawie organizacji Wielkopolskiego Inspektoratu Okręgowego dowódca Straży Granicznej gen. bryg. Stefan Pasławski określił strukturę organizacyjną komisariatu SG „Bojanowo”. Placówka Straży Granicznej I linii „Szemzdrowo” znalazła się w jego strukturze.
Rozkazem nr 11 z 9 stycznia 1930 roku reorganizacji Wielkopolskiego Inspektoratu Okręgowego komendant Straży Granicznej płk Jan Jur-Gorzechowski ustalił numer i nową organizację komisariatu. Placówka Straży Granicznej I linii „Szemzdrowo” nie jest w nim wymieniona. W jej miejscu rozkaz wymienia placówka Straży Granicznej I linii „Gołaszyn”.

## Służba graniczna
Sąsiednie placówki:
- placówka Straży Granicznej I linii „Jabłonna” ⇔ placówka Straży Granicznej I linii „Pakówka” − 1928[2]